# Le Boulvé
Le Boulvé est une ancienne commune française, située dans le département du Lot en région Occitanie. Depuis le 1er janvier 2019, elle est une commune déléguée de Porte-du-Quercy.

## Géographie
Le village est situé dans le Quercy.

### Communes limitrophes

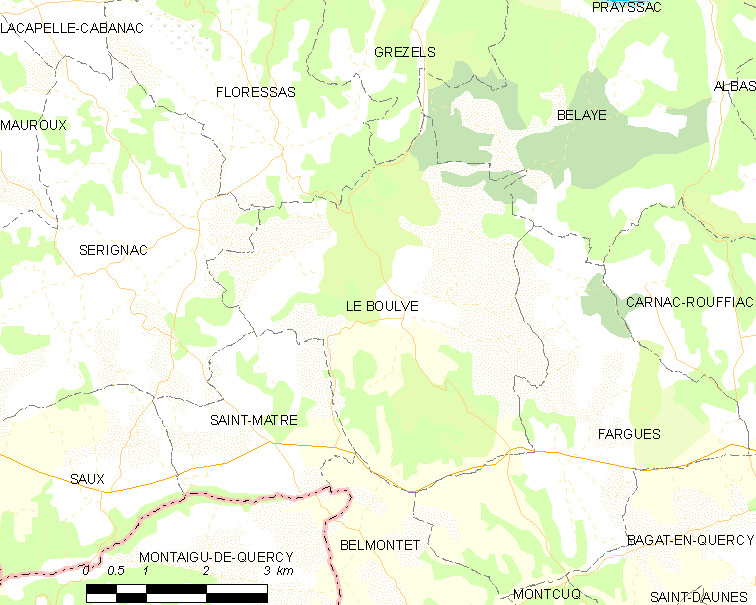
Carte de la commune du Boulvé et de ses proches communes.

| Floressas   | Grézels                 | Bélaye  |
| Sérignac    | du Boulvé               | Fargues |
| Saint-Matré | Montcuq-en-Quercy-Blanc |         |

### Hydrographie
La commune est arrosée par le Ruisseau de Saint-Matré un affluent du Lot.

### Géologie et relief
La superficie de la commune est de 1 951 hectares ; son altitude varie de 108  à   292 mètres.

### Voies de communication et transports
Accès avec les routes départementales D 656, D 28, D 50 et D 58.

## Histoire
Le 1er janvier 2019, la commune fusionne avec Fargues, Saint-Matré et Saux pour former la commune nouvelle de Porte-du-Quercy dont la création est actée par un arrêté préfectoral du 28 septembre 2018.

### Héraldique
| Blason de Boulvé (Le) | Blason  | Deux écus accolés : (1) D'azur à la bande d'or. (2) D'azur à trois bandes cousues de sinople. |
| Blason de Boulvé (Le) | Détails | Le statut officiel du blason reste à déterminer.                                              |

## Politique et administration

### Administration municipale
Le nombre d'habitants au recensement de 2011 étant compris entre 100 et 499, le nombre de membres du conseil municipal pour l'élection de 2014 est de onze,.

### Rattachements administratifs et électoraux
Commune faisant partie de l'arrondissement de Cahors de la communauté de communes du Quercy Blanc et du canton de Puy-l'Évêque (avant le redécoupage départemental de 2014, Le Boulvé faisait partie de l'ex-canton de Montcuq).

### Liste des maires
| Période                                  | Période  | Identité            | Étiquette | Qualité |
| ---------------------------------------- | -------- | ------------------- | --------- | ------- |
| 1796                                     | 1809     | Jean-pierre Foissac |           |         |
| 1809                                     | 1827     | Jean Rouch          |           |         |
| 1827                                     | 1830     | Bartelemi Vignals   |           |         |
| 1830                                     | 1831     | Antoine Irissou     |           |         |
| 1831                                     | 1835     | Bernard Labouisse   |           |         |
| 1835                                     | 1864     | Pierre Daimard      |           |         |
| 1865                                     | 1871     | Louis Irissou       |           |         |
| 1871                                     | 1874     | Etienne Daymard     |           |         |
| 1875                                     | 1885     | Augustin Bergougne  |           |         |
| 1885                                     | 1885     | Etienne Dezolies    |           |         |
| 1885                                     | 1888     | Jean Solacroup      |           |         |
| 1889                                     | 1900     | Joseph Lagard       |           |         |
| 1900                                     | 1904     | Augustin Bergougne  |           |         |
| 1904                                     | 1908     | Frédéric Dezolies   |           |         |
| 1908                                     | 1945     | Henri Guignes       |           |         |
| 1945                                     | 1953     | Léon Solacroup      |           |         |
| 1953                                     | 1971     | Damien Guignes      |           |         |
| 1971                                     | 2001     | Bernard Delmouly    | MRG-PRG   |         |
| 2001                                     | 2008     | Gérard Alix         |           |         |
| 2008                                     | En cours | Jean Zéni           |           |         |
| Les données manquantes sont à compléter. |          |                     |           |         |

## Population et société

### Démographie
L'évolution du nombre d'habitants est connue à travers les recensements de la population effectués dans la commune depuis 1793. Pour les communes de moins de 10 000 habitants, une enquête de recensement portant sur toute la population est réalisée tous les cinq ans, les populations de référence des années intermédiaires étant quant à elles estimées par interpolation ou extrapolation. Pour la commune, le premier recensement exhaustif entrant dans le cadre du nouveau dispositif a été réalisé en 2005.

En 2016, la commune comptait 193 habitants, en évolution de +7,82 % par rapport à 2010 (Lot : +1,31 %, France hors Mayotte : +2,11 %).
| 1793 | 1800 | 1806 | 1821 | 1831 | 1836 | 1841 | 1846 | 1851 |
| ---- | ---- | ---- | ---- | ---- | ---- | ---- | ---- | ---- |
| 398  | 740  | 769  | 782  | 828  | 782  | 793  | 742  | 724  |

| 1856 | 1861 | 1866 | 1872 | 1876 | 1881 | 1886 | 1891 | 1896 |
| ---- | ---- | ---- | ---- | ---- | ---- | ---- | ---- | ---- |
| 694  | 707  | 694  | 691  | 704  | 646  | 596  | 575  | 534  |

| 1901 | 1906 | 1911 | 1921 | 1926 | 1931 | 1936 | 1946 | 1954 |
| ---- | ---- | ---- | ---- | ---- | ---- | ---- | ---- | ---- |
| 506  | 510  | 421  | 342  | 333  | 313  | 301  | 286  | 294  |

| 1962 | 1968 | 1975 | 1982 | 1990 | 1999 | 2005 | 2006 | 2010 |
| ---- | ---- | ---- | ---- | ---- | ---- | ---- | ---- | ---- |
| 274  | 235  | 198  | 196  | 205  | 182  | 204  | 201  | 179  |

| 2015 | 2016 | - | - | - | - | - | - | - |
| ---- | ---- | - | - | - | - | - | - | - |
| 196  | 193  | - | - | - | - | - | - | - |

| selon la population municipale des années : | 1968 | 1975 | 1982 | 1990 | 1999 | 2006 | 2009 | 2013 |
| Rang de la commune dans le département      | 213  | 210  | 211  | 180  | 216  | 207  | 232  | 228  |
| Nombre de communes du département           | 340  | 340  | 340  | 340  | 340  | 340  | 340  | 340  |

### Économie
Viticulture lieu de production du Cahors (AOC).

### Enseignement
Le Boulvé fait partie de l'académie de Toulouse.

### Culture et festivités
Fête votive, 

### Activités sportives
Chasse, pétanque, randonnée pédestre], 

### Écologie et recyclage
La collecte et le traitement des déchets des ménages et des déchets assimilés ainsi que la protection et la mise en valeur de l'environnement se font dans le cadre du SYDED.

## Pour approfondir